# Obszar Chronionego Krajobrazu Łąki Nadnoteckie

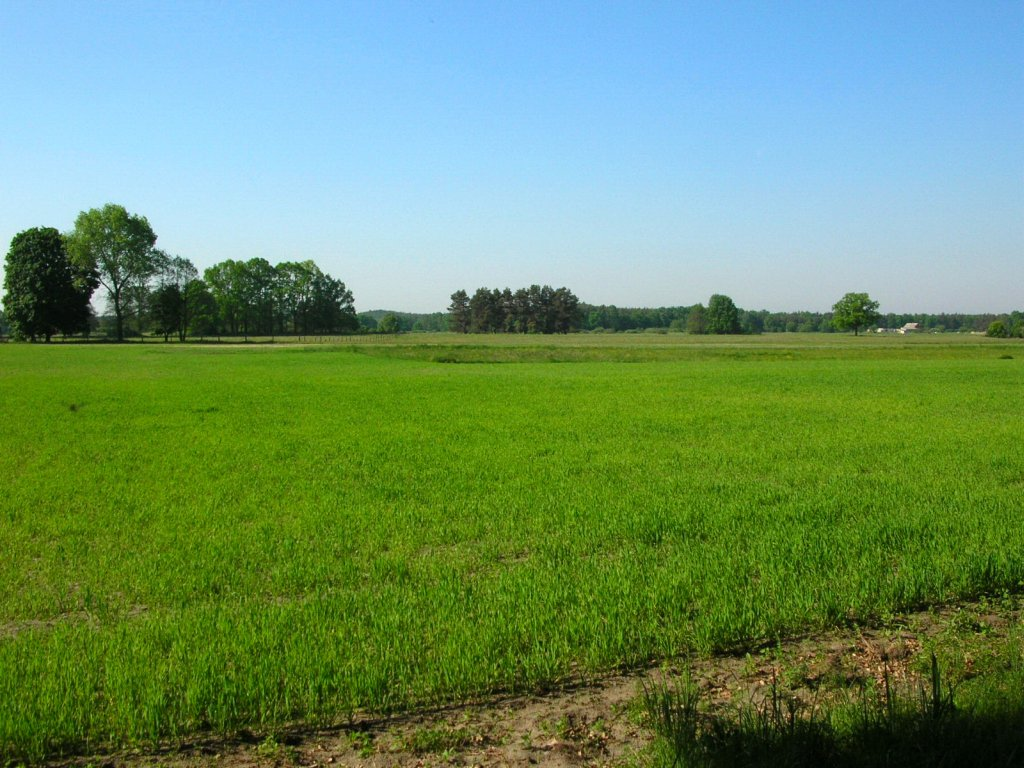
Łąki w zakolu Noteci

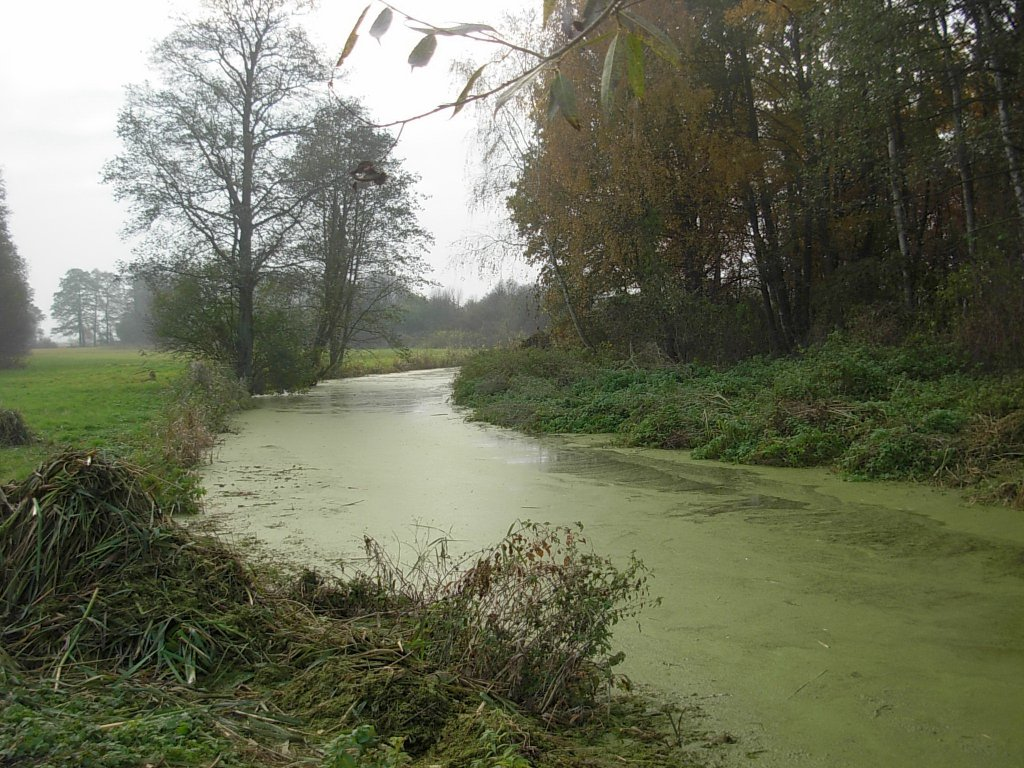
Kanał Notecki

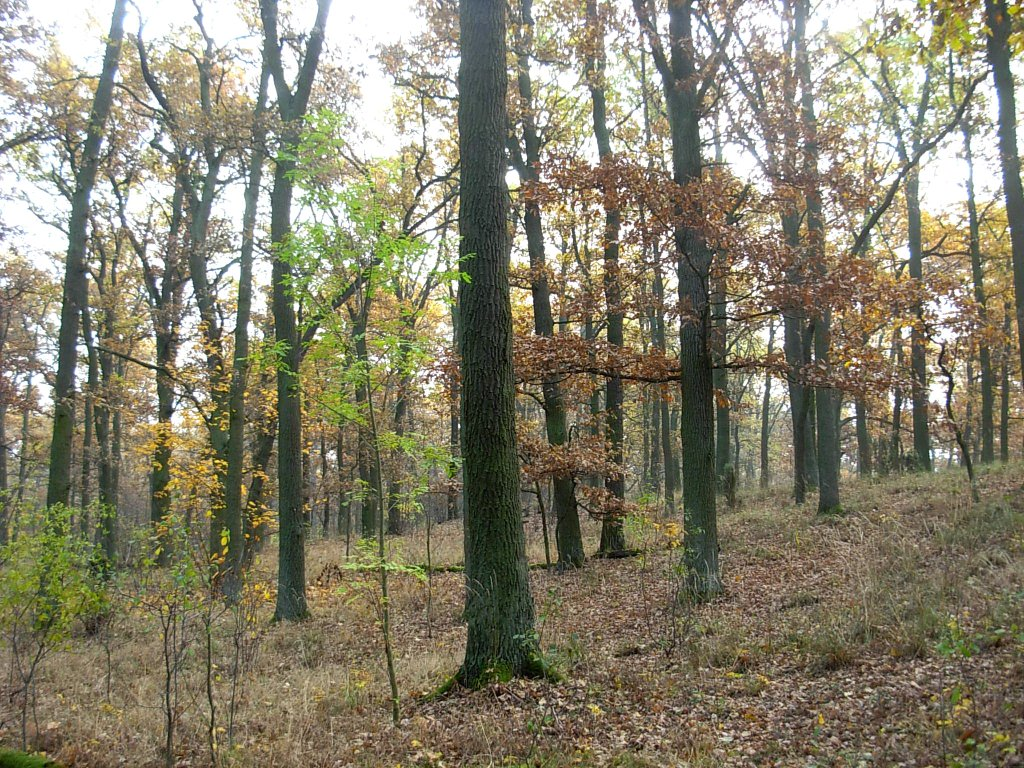
Dąbrowa świetlista w rezerwacie przyrody Dziki Ostrów

Obszar Chronionego Krajobrazu Łąki Nadnoteckie – obszar chronionego krajobrazu położony w środkowo-zachodniej części województwa kujawsko-pomorskiego.
Został utworzony z inicjatywy gminnych władz samorządowych, na mocy uchwały Nr VI/141/2000 Rady Gminy Nowa Wieś Wielka z dnia 29 marca 2000 r.
30 czerwca 2003 r. na mocy uchwały Nr IX/83/03 Rady Gminy, obszar został pomniejszony o 36 ha. Obecnie jego powierzchnia wynosi 1160,67 ha.

## Lokalizacja
Obszar Chronionego Krajobrazu Łąki Nadnoteckie znajduje się w środkowo-zachodniej części gminy Nowa Wieś Wielka, w leśnictwie Smolno. Obszar znajduje się w zakolu rzeki Noteci, na zachód od Jeziora Jezuickiego i na południe od wsi Brzoza. Na północnym wschodzie łączy się z Obszarem Chronionego Krajobrazu Wydm Kotliny Toruńsko-Bydgoskiej.
Pod względem fizycznogeograficznym jest położony na obszarze mezoregionu Kotlina Toruńska.

## Charakterystyka
Ochroną krajobrazową otoczono dolinę rzeki Noteci, niegdyś zabagnioną, z dużym udziałem roślinności hydrogenicznej – torfowiskami i bagnami. Wskutek przeprowadzonej w II połowie XIX wieku melioracji, istniejące siedliska zostały przekształcone. Obecnie panującymi zbiorowiskami roślinnymi są łąki z cennymi gatunkami roślin.
Obszar Chronionego Krajobrazu Łąki Nadnoteckie został powołany przede wszystkim ze względu na wysokie walory krajobrazowe i bogactwo awifauny. Występujące tu zbiorowiska mszarne, szuwarowe oraz fragmenty zarośli wierzbowych i lasów olszowych stanowią siedliska i miejsce lęgu ponad 100 gatunków ptaków, w tym wielu objętych ochroną gatunkową. Dużą rolę w krajobrazie spełniają położone wśród łąk mineralne wyspy (ostrowy). Na jednym z nich znajduje się rezerwat przyrody Dziki Ostrów, chroniący dąbrowę świetlistą z rzadkimi gatunkami runa leśnego. Krajobraz urozmaicają ponadto zarośla łozowe oraz niewielkie skupienia zadrzewień i lasów olszowych.
Na chronionym obszarze notowano szereg gatunków zwierząt rzadkich i chronionych, np.: ropuchę szarą i zieloną, jaszczurkę zwinkę, żurawie, słowiki, skowronki i trzciniaki.

### Rezerwaty przyrody
- Rezerwat przyrody Dziki Ostrów